# Apple TV (aplicación)
La aplicación Apple TV  (también conocida como Apple TV, TV, y la app TV o TV app ) es una línea de programas de software de reproducción de medios desarrollados por Apple Inc. para ver programas de televisión y películas distribuidos por Apple en dispositivos electrónicos de consumo. Puede transmitir contenido desde iTunes Store, el servicio de video a la carta bajo demanda Apple TV Channels y el servicio de streaming original de la empresa Apple TV+. En dispositivos iPhone, iPad, iPod Touch, Vision Pro y Apple TV también puede indexar y acceder a contenido de aplicaciones vinculadas de otros servicios de video bajo demanda.
La aplicación se lanzó en Estados Unidos en diciembre de 2016 para iPhones, iPod Touches e iPads y se implementó en otros países a partir de finales de 2017. Durante el transcurso de 2019 y 2020, se llevó a las Mac y al Apple TV de tercera generación. y gradualmente, con ciertas omisiones de características, para dispositivos que no son de Apple: modelos Roku y Amazon Fire TV posteriores a 2015 y algunos modelos de televisión más nuevos en las plataformas de TV inteligente como Roku TV, Fire TV Edition, Samsung Tizen, LG webOS y Vizio SmartCast, así como nuevos modelos selectos de Android TV de Sony obtuvieron acceso a la app en octubre de 2020.

## Historia

### Dispositivos propios

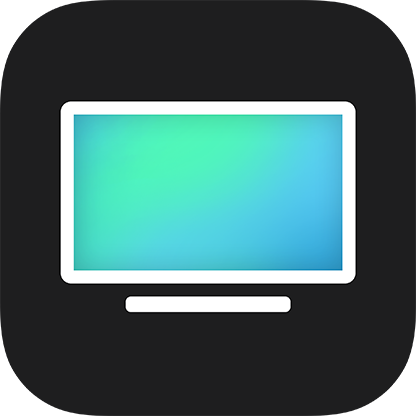
El icono de la app TV usada en iOS y tvOS desde diciembre de 2016 hasta marzo de 2019

TV se anunció en un evento de medios de Apple el 27 de octubre de 2016 y se lanzó en los Estados Unidos el 12 de diciembre de 2016, con iOS 10.2 y tvOS 10.1, reemplazando la aplicación "Videos" en versiones anteriores de iOS. Agrega programas de televisión y películas de la tienda iTunes con contenido de aplicaciones asociadas instaladas y puede rastrear el progreso en dispositivos que usan el mismo Apple ID. Solo el contenido de los servicios de Apple se abre dentro de la aplicación TV; el resto del contenido se abre en la aplicación vinculada.
La aplicación originalmente contenía cinco secciones: «Watch Now» (Ver Ahora), «Sports» (Deportes), «Library» (Biblioteca), «Store» (Tienda) y «Search» (Buscar).Se pueden habilitar notificaciones push para resultados deportivos.
TV recibió un importante rediseño luego del evento de medios de Apple de marzo de 2019, que lo reorientó como un centro de contenido para la transmisión de video distribuida por Apple.La nueva versión agregó soporte para Apple TV Channels y presentó un nuevo ícono similar al ícono de hardware de Apple TV, reemplazando el ícono anterior que se parecía a un televisor.
TV se agregó al Apple TV de tercera generación anterior a tvOS en marzo de 2019, aunque esta versión carece de la capacidad de vincularse con otras aplicaciones de video bajo demanda.La función de Picture-in-Picture y el cambio entre múltiples ID de Apple se añadieron mediante tvOS 13 a los Apple TV de cuarta generación y posteriores.
TV debutó en macOS Catalina el 7 de octubre de 2019, como una de las tres aplicaciones creadas para reemplazar iTunes.El sistema operativo es compatible con Dolby Atmos, Dolby Vision y HDR10 en MacBooks lanzados en 2018 o posteriores, mientras que la reproducción HDR 4K es compatible con iMac Pro. y otras Mac lanzadas en 2018 o después cuando se conectan a una pantalla compatible.
TV se lanzó para visionOS el 2 de febrero de 2024, junto con el lanzamiento de Apple Vision Pro, e incluye soporte para ver versiones 3D de películas selectas compradas a través del servicio sin costo adicional.

### Dispositivos de terceros
Apple anunció en enero de 2019 que la aplicación de TV estaría disponible en plataformas que no son de Apple por primera vez. La decisión de expandirse a otras plataformas fue citada como parte de los esfuerzos de Apple por expandir sus ingresos por servicios al hacer que el contenido de video esté ampliamente disponible para el público.
La aplicación se lanzó en Roku el 15 de octubre de 2019, en modelos con un número de modelo 3800 o superior, y en la plataforma Roku TV. Comenzó a estar disponible en Amazon Fire TV a partir del 24 de octubre de 2019, aunque de forma limitada en dispositivos Fire TV lanzados en 2016 o después, y en la plataforma Fire TV Edition.
La aplicación se lanzó en los televisores Samsung en su versión personalizada de la plataforma Tizen OS el 13 de mayo de 2019.Empezó a estar disponible en la plataforma LG webOS el 3 de febrero de 2020 y se agregó a la plataforma Vizio SmartCast el 8 de septiembre de ese mismo año.
La aplicación también se lanzó en determinados modelos de televisores Sony Bravia Android TV de 2020 el 14 de octubre de 2020. El 16 de diciembre de 2020, Google anunció que la versión de la aplicación para Android TV estaría ampliamente disponible para otros dispositivos que ejecuten este sistema operativo, comenzando con Chromecast con Google TV a principios de 2021.Empezó a estar disponible en casi todos los modelos de Android TV y dispositivos que ejecutan Android TV 8.0 el 1 de junio de 2021.
La aplicación se estrenó en Xbox One y Xbox Series X/S el 9 y 10 de noviembre de 2020 respectivamente, así como hizo su debut en PlayStation 4 y PlayStation 5 el 12 de noviembre de ese año.
Las funciones disponibles a través del software en dispositivos que no son de Apple son más limitadas que las de los dispositivos de esta empresa, como la falta de compatibilidad con Dolby Atmos y Dolby Vision. Sin embargo, actualizaciones adicionales han reducido las diferencias con el pasar del tiempo.

## Contenido
TV admite 4K, Dolby Atmos, Dolby Vision y HDR10 en Apple TV 4K. Dolby Vision y HDR10 son compatibles con los modelos iPad Pro y iPhone lanzados en 2017 o después, y Dolby Atmos en los modelos iPad Pro y iPhones de 2018 en adelante.
El contenido de la aplicación TV también se puede acceder a través del protocolo AirPlay 2 de Apple desde un dispositivo compatible con dicha app a determinados televisores inteligentes de Sony, Vizio, LG y Samsung.

#### Apple TV Channels
Apple TV Channels es un servicio que agrega contenido de servicios por suscripción a la carta de video por entrega populares y al que se accede desde la aplicación TV. Anunciado en marzo de 2019, está diseñado para simplificar las suscripciones al hacerlas comprables y accesibles en un solo centro de contenido de video, de modo que el consumidor no necesite usar el mecanismo de registro de cada servicio ni ver el contenido a través de la aplicación o el sitio web de cada servicio. Está diseñado para competir con servicios similares como Amazon Channels y Hulu Add-Ons, que de manera similar hacen que múltiples cadenas premium de suscripción estén disponibles en un solo lugar. El método de pago también se puede centralizar a través del propio servicio de facturación de Apple. Dado que el contenido proviene de servicios por suscripción, este no tiene publicidad. También se puede descargar contenido al dispositivo para verlo sin conexión y existe una opción para compartir cuentas dentro de las familias.
Los socios incluyen a Cinemax, Boomerang, Discovery Channel, Motor Trend, Tastemade, Starz, MGM+, Showtime, BET+, Paramount+, Nick+, Noggin, Curiosity Stream, Mubi, Globoplay, BBC Select, BritBox, AMC+, Allblk, Shudder y Acorn TV. HBO fue un socio de lanzamiento, pero dejó de ofrecer su canal luego del lanzamiento de HBO Max, suspendiendo las suscripciones nuevas y conservando las existentes para los usuarios de Apple que se registraron en el canal antes del estreno de HBO Max en mayo de 2020 (mientras otorgaba acceso a HBO Max sin cargo adicional) hasta el 22 de julio de 2021, cuando se suspendió para las suscripciones existentes. El amplio alcance de los 1400 millones de dispositivos Apple en uso en todo el mundo indujo a los principales servicios, algunos de los cuales ya tienen sus propios sistemas de distribución de contenidos, a hacer acuerdos con Apple.
Netflix se negó a involucrarse con el servicio, y su director ejecutivo, Reed Hastings, dijo que decidieron no integrar la programación de su servicio en Apple TV Channels porque "preferimos que nuestros clientes vean nuestro contenido en nuestro servicio". Así mismo, Netflix habría recibido pocos o ningún dato sobre los espectadores de los Apple TV Channels. El director ejecutivo de AT&T, Randall Stephenson, durante una discusión en el escenario con Andrew Ross Sorkin de CNBC en un evento de tecnología financiera, rechazó la sugerencia de que los proveedores de contenido como HBO de AT&T «no tendrían el mismo nivel de acceso a los datos» capturados de Apple TV Channels que actualmente reciben a través de sus propias aplicaciones y sitios web para «ver lo que realmente está viendo todo el mundo y poder tomar ciertas decisiones», insistiendo en cambio en que los acuerdos de distribución digital de AT&T le brindan «acceso a datos ... críticos para la entrega de publicidad, [ ] críticos para el marketing».

#### MLS Season Pass
El 14 de junio de 2022, la Major League Soccer (MLS) anunció que había firmado un acuerdo de emisión de 10 años con Apple que entraría en vigencia con la temporada 2023 de la MLS, en virtud del cual Apple tendría los derechos de transmisión over-the-top a nivel mundial de todos los partidos de la MLS y la Leagues Cup, así como de partidos selectos de MLS Next y MLS Next Pro. El servicio, conocido como MLS Season Pass, se lanzó el 1 de febrero de 2023 como un canal en la aplicación Apple TV. Además de ofrecer una tarifa con descuento para los suscriptores de Apple TV+, está disponible un paquete de partidos de la MLS y la Leagues Cup para los suscriptores de ese servicio de streaming, con un subconjunto de estos partidos disponibles de forma gratuita.

## Historia de lanzamiento
| Región                | Fecha                    | Ref.          |
| --------------------- | ------------------------ | ------------- |
| Estados Unidos        | 12 de diciembre de 2016  | [ 67 ] [ 68 ] |
| Australia             | 19 de septimebre de 2017 | [ 69 ]        |
| Canadá                | 19 de septimebre de 2017 | [ 69 ]        |
| Noruega               | 31 de octubre de 2017    | [ 70 ]        |
| Suecia                | 31 de octubre de 2017    | [ 70 ]        |
| Francia               | 8 de diciembre de 2017   | [ 71 ]        |
| Alemania              | 8 de diciembre de 2017   | [ 71 ]        |
| Reino Unido           | 8 de diciembre de 2017   | [ 71 ]        |
| Brasil                | 30 de marzo de 2018      | [ 72 ]        |
| México                | 30 de marzo de 2018      | [ 72 ]        |
| 90 países adicionales | 13 de mayo de 2019       | [ 73 ]        |